# Newton (zanger)
Newton, artiestennaam van Billy Myers (1967), is een Brits zanger.

## Levensloop en carrière
In 1995 maakte Myers zijn eerste hit, Sky High, een cover van de Britse groep Jigsaw uit 1975. De single behaalde goud in Australië. In Vlaanderen piekte de single op nummer 40. Zijn volgende hit Sometimes When We Touch behaalde de derde plaats in Australië. Zijn recentste album bracht hij uit in 2011.

## Discografie
| Single met hitnotering(en) in de Vlaamse Ultratop 50 | Datum van verschijnen | Datum van binnenkomst | Hoogste positie | Aantal weken | Opmerkingen |
| ---------------------------------------------------- | --------------------- | --------------------- | --------------- | ------------ | ----------- |
| Sky High                                             | 1995                  | 01-04-1995            | 40              | 3            |             |